# Magdalena, Novi Meksiko
Magdalena je selo u okrugu Socorru u američkoj saveznoj državi Novom Meksiku. Prema popisu stanovništva SAD 2010. u ovdje je živjelo 938 stanovnika. 

## Zemljopis
Nalazi se na 34°6′45″N 107°14′16″W / 34.11250°N 107.23778°W (34.112596, -107.237904). Prema Uredu SAD-a za popis stanovništva, zauzima 16 km2 površine, sve suhozemne.

## Stanovništvo
Prema podatcima popisa 2000. u Magdaleni bilo je 913 stanovnika, 372 kućanstva i 244 obitelji, a stanovništvo po rasi bili su 63,05% bijelci, 0,55% afroamerikanci, 10,45% Indijanci, 21,80% ostalih rasa, 5,04% dviju ili više rasa. Hispanoamerikanaca i Latinoamerikanaca svih rasa bilo je 51,64%.